# Bernard de Wit
Bernard Quirinus Petrus Joseph de Wit (18 februari 1945, Bergen op Zoom) is een Nederlandse theoretisch natuurkundige die zich specialiseert in superzwaartekracht en deeltjesfysica.
De Wit studeerde theoretische natuurkunde aan de Universiteit Utrecht, waar hij in 1973 promoveerde onder supervisie van Martinus Veltman. Na postdoc-periodes in Stony Brook, Utrecht en Leiden werd hij in 1978 staflid bij het Nationaal Instituut voor Kern- en Hoge-Energiefysica (Nikhef), waar hij in 1981 hoofd van de theoriegroep werd. In 1984 werd hij hoogleraar theoretische natuurkunde aan de Universiteit Utrecht, waar hij de rest van zijn carrière is gebleven. In 1998 was hij de winnaar van de Humboldt Research Award. In de loop der jaren bracht De Wit verschillende periodes door bij CERN als gastwetenschapper in de Theorieafdeling.
Hij ging officieel met pensioen in 2010, maar blijft zich bezighouden met onderzoek.